# Monestiés
Monestiés is een gemeente in het Franse departement Tarn (regio Occitanie) en telt 1362 inwoners (1999). De plaats maakt deel uit van het arrondissement Albi. Monestiés is lid van Les Plus Beaux Villages de France.

## Geografie
De oppervlakte van Monestiés bedraagt 26,7 km², de bevolkingsdichtheid is 51,0 inwoners per km².

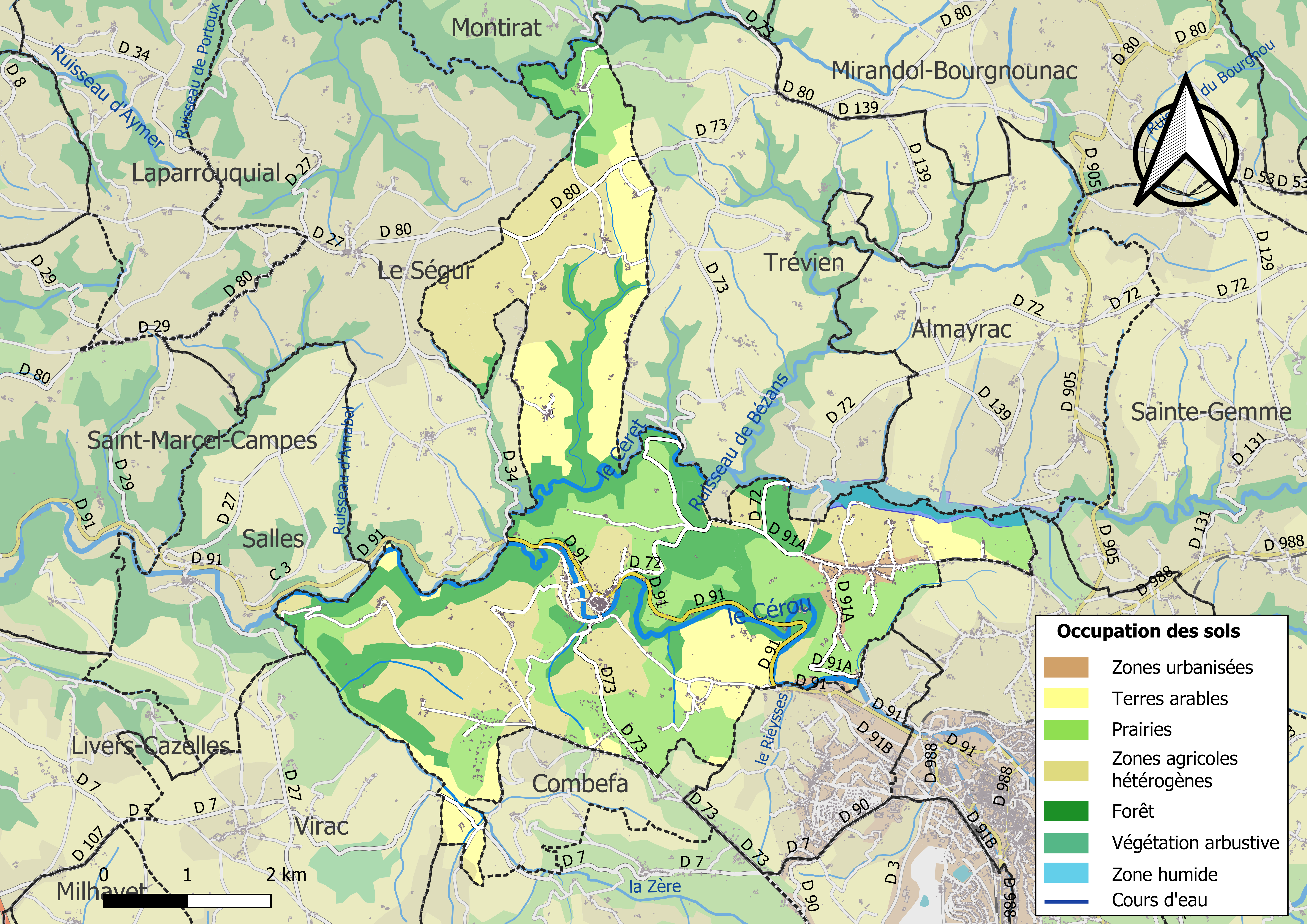
Kaart van de gemeente met de belangrijkste infrastructuur, bodemgebruik en omliggende gemeenten

## Demografie
Onderstaande figuur toont het verloop van het inwonertal (bron: INSEE-tellingen).